# Тигран IV
Тигран IV (на арменски: Տիգրան Դ) е владетел на Велика Армения през 12 – 5 г. пр.н.е и повторно през 4 г. пр.н.е. – 1 г. Той е от династията на Арташесидите. Управлява съвместно с Ерато, негова полусестра и съпруга.
През 5 г. пр.н.е. Тигран е победен от Артавазд IV син на Арташес II, който е подкрепян от римляните. Но след няколко месеца с помощта на партите, Тигран си връща властта.
През 1 г. избухва народен бунт през който Тигран IV е убит. Останала без съюзници, Ерато е принудена да бяга от Армения. Гражданската война продължава докато римляните не възстановяват реда.